# Françoise Fabian

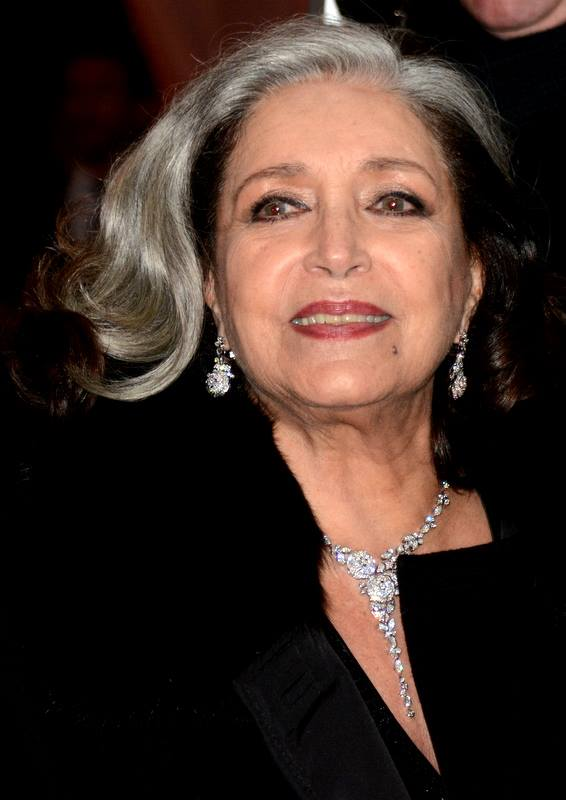
Françoise Fabian 2014 bei der César-Verleihung

Françoise Fabian (* 10. Mai 1933 als Michelle Cortès in Algier, damals Französisch-Algerien, heute Algerien) ist eine französische Schauspielerin.

## Leben
Fabian wurde als Tochter spanisch-französischer Eltern im Stadtteil Hussein Dey in Algier geboren. Nach einem Musikstudium ging sie in den 1950er Jahren nach Paris und nahm Schauspielunterricht am Cours Simon. 1954 hatte sie in Paris ihr Bühnendebüt. Im Jahr darauf kam sie über den Regisseur Jacques Becker zum Film und spielte in zahlreichen Filmkomödien. Seit den 1960er Jahren arbeitete Fabian auch regelmäßig für das Fernsehen.
Unter ihren vielen italienisch-französischen Filmproduktionen sticht Luis Buñuels Belle de Jour – Schöne des Tages (1967) künstlerisch heraus. Sie trat jedoch auch in banalen Softerotikfilmen auf. Bedeutende Hauptrollen spielte sie in Éric Rohmers Meine Nacht bei Maud (1969), Michel Devilles Raphael, der Wüstling (1971) und Claude Lelouchs Ein glückliches Jahr (1973). Für ihre Rolle in Ein glückliches Jahr wurde sie mit dem David di Donatello und auf dem Festival de San Sebastián mit dem Preis für die beste Darstellerin ausgezeichnet. 2014 erhielt sie für Maman und ich eine César-Nominierung in der Kategorie der besten Nebendarstellerin.
Françoise Fabian war von 1957 bis 1960 mit dem Regisseur Jacques Becker und von 1963 bis 1988 mit dem Schauspieler Marcel Bozzuffi verheiratet.

## Filmografie (Auswahl)
- 1956: Erinnerungen eines Kriminalkommissars (Les Mémoires d’un flic)
- 1956: Dem Satan ins Gesicht gespuckt (Le Feu aux poudres)
- 1956: Pariser Luft (Cette sacrée gamine ou Mademoiselle Pigalle)
- 1956: Der Modekönig (Le Couturier de ces dames)
- 1956: Der Kurier des Zaren (Michel Strogoff)
- 1956: Die Abenteuer des Till Ulenspiegel (Les Aventures de Till L’Espiègle)
- 1957: Ce sacré Amédée
- 1957: Die Abenteuerin von Paris (L’Aventurière des Champs-Elysées)
- 1957: Der Korsar vom roten Halbmond (Il corsaro della mezzaluna)
- 1957: Die Erbarmungslosen (Les Fanatiques)
- 1957: Der Sarg kam per Post (Les Violents)
- 1958: Jeder Tag birgt ein Geheimnis (Chaque jour a son secret)
- 1960: La Brune que voilà
- 1960: Una domenica d’estate
- 1963: Kommissar Maigret sieht rot! (Maigret voit rouge)
- 1965: La Jeune morte
- 1965: Mit Faust und Schwert (Il magnifico avventuriero)
- 1967: Der Dieb von Paris (Le Voleur)
- 1967: Belle de Jour – Schöne des Tages (Belle de jour)
- 1969: L’Américain
- 1969: Fahrt zur Hölle, ihr Halunken (Gli specialisti)
- 1969: Meine Nacht bei Maud (Ma nuit chez Maud)
- 1970: Die Weibchen
- 1970: Was würden Sie an meiner Stelle tun? (Êtes-vous fiancée à un marin grec ou à un pilote de ligne?)
- 1970: Ein Bulle sieht rot (Un condé)
- 1970/1972: Out 1: Noli me tangere / Out 1: Spectre
- 1971: Raphaël ou le débauché
- 1972: Die Liebe am Nachmittag (L’Amour l’après-midi)
- 1972: Der Sizilianer (Torino nera)
- 1972: Rendezvous zum fröhlichen Tod (Au rendez-vous de la mort joyeuse)
- 1973: Die Gefräßigen (Les Voraces)
- 1973: Per amare Ofelia
- 1973: Privat-Vorstellung (Projection privée)
- 1973: Mach’s gut, Nicolas (Salut, l’artiste)
- 1973: Ein glückliches Jahr (La bonne année)
- 1974: Der Terror führt Regie (Perché si uccide un magistrato)
- 1974: Un uomo, una città
- 1975: Vertiges (Per le antiche scale)
- 1976: Portrait d’une province en rouge (Al piacere di revederla)
- 1977: Natale in casa d’appuntamento
- 1977: Madame Claude und ihre Gazellen (Madame Claude)
- 1977: Les Fougères bleues
- 1979: Die Damen von der Küste (Les Dames de la côte) (TV-Mehrteiler)
- 1981: Archipel des amours
- 1982: Die verrücktesten 90 Minuten vor Christi Geburt (Deux heures moins le quart avant Jésus-Christ)
- 1983: Im Bann der Leidenschaft (Le Cercle des passions)
- 1983: Mein Freund, der Frauenheld (L’Ami de Vincent)
- 1983: Das anonyme Bekenntnis (Benvenuta)
- 1985: Quo Vadis? (TV-Mehrteiler)
- 1985: Weggehen und wiederkommen (Partir, revenir)
- 1986: Faubourg Saint-Martin
- 1988: Trois places pour le 26
- 1989: Der wiedergefundene Freund (Réunion)
- 1991: Plaisir d’amour
- 1991: Reflessi in un cielo oscuro
- 1993: Donne in un giorno di festa
- 1996: Der Komet (La Comète) (TV-Film)
- 1998: Geheimsache (Secret défense)
- 1999: Der Brief (La Lettre)
- 1999: La Bûche
- 2004: 5x2 – Fünf mal zwei (5x2)
- 2008: Made in Italy
- 2008: LOL (Laughing Out Loud)
- 2008: Ein Mann und sein Hund (Un homme et son chien)
- 2009: Lösegeld (Rapt)
- 2010: L’Arbre et la Forêt
- 2010: Small World (Je n’ai rien oublié)
- 2012: Der Vorname (Le Prénom)
- 2013: Maman und ich (Les garçons et Guillaume, à table!)
- 2013: Post partum
- 2013: Agatha Christie: Mörderische Spiele (Les Petits Meurtres d’Agatha Christie, Fernsehserie, 1 Folge)
- 2015/2018: Call My Agent! (Fernsehserie, 2 Folgen)
- 2018: Meine wunderbare Scheidung (Brillantissime)